# モンチェゴルスク

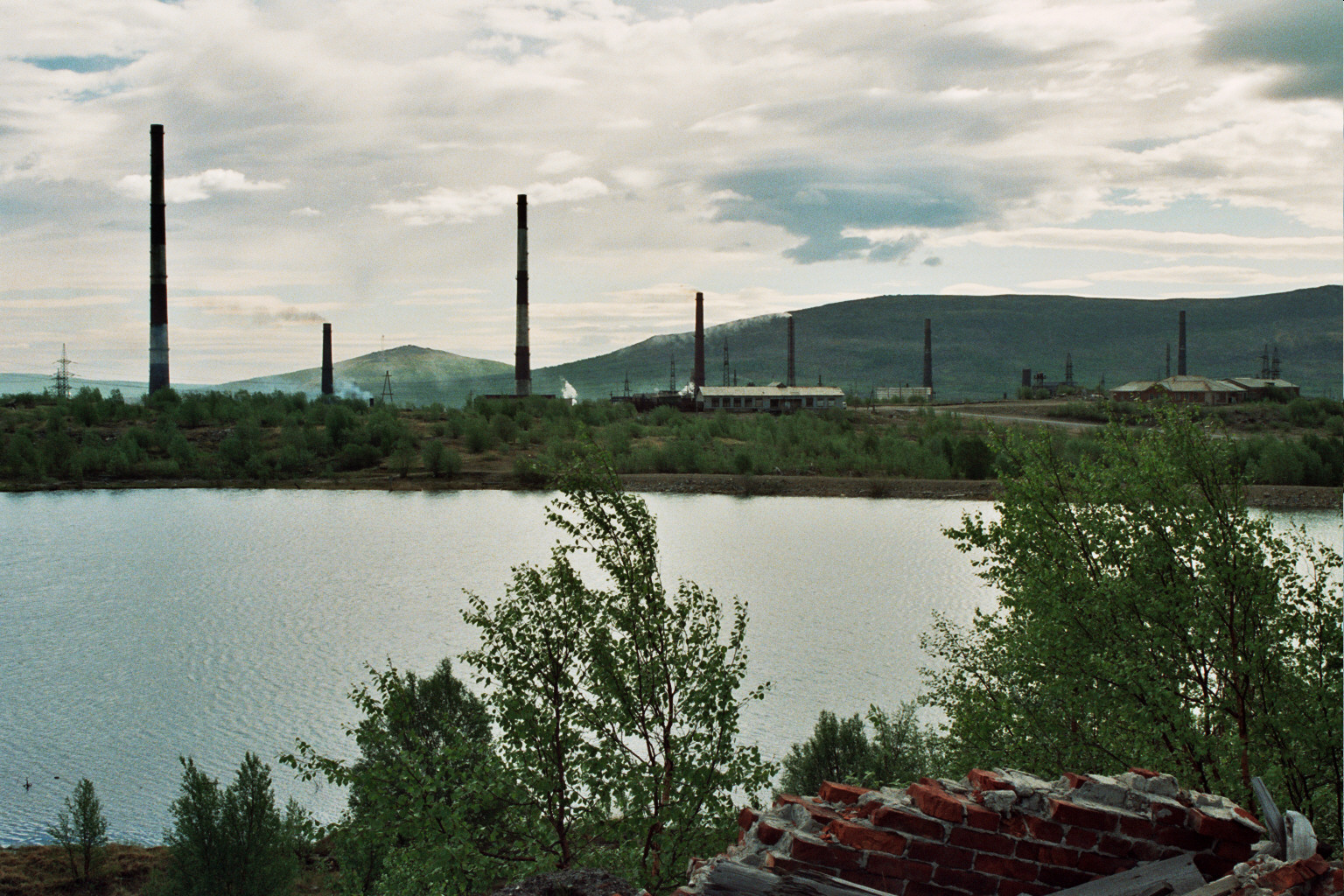

モンチェゴルスク（ロシア語:Мончегорскマンチゴールスク；ラテン文字転写の例:Monchegorsk）は、ロシア連邦・ムルマンスク州の都市。人口は3万9962人（2021年）。
州都ムルマンスクから南に145km。北極海に突き出たコラ半島の中西部に位置する。イマンドラ湖に臨む。
1937年にこの地に銅・ニッケルの鉱床が発見され、入植が始まった。現在、ニッケルや粗銅、コバルトなどを精錬する大規模な工場がある。しかしながら、実際にはモンチェゴルスクの鉱床はそれほど豊かなものではなく、ここで精錬される原料の大部分はノリリスクから運ばれている。
自動車道路によってムルマンスクと連絡しているほか、北東に位置するオレネゴルスクを経由し、ムルマンスク-サンクトペテルブルク線の鉄道と接続している。